# Karl Hanns Taeger
Karl Hanns Taeger (* 7. April 1856 in Neustadt in Sachsen; † 1. Mai 1937 in Langebrück bei Dresden) war ein deutscher Kunstmaler und Lehrer an der Kunstakademie Dresden.

## Leben und Werk

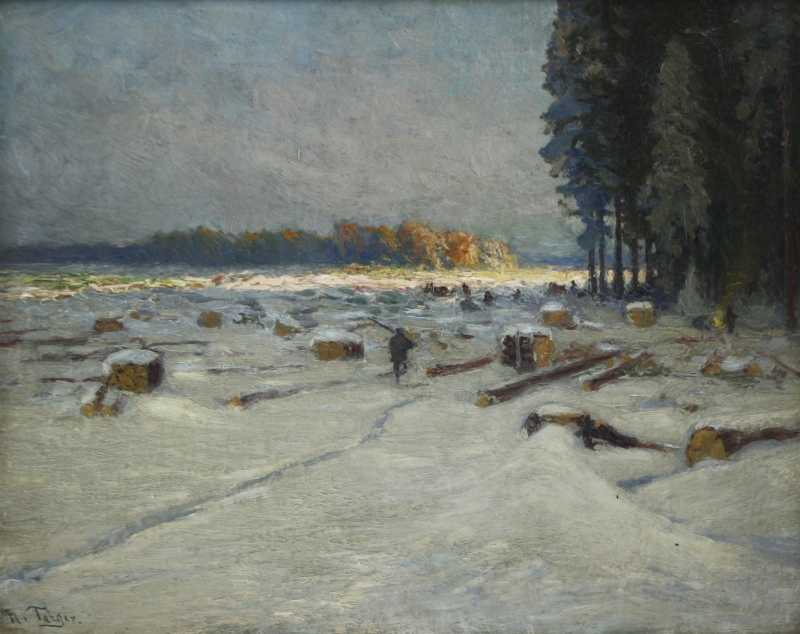
Karl Hanns Taeger: Winterlandschaft

Taeger entstammte einer alten sächsischen Jäger- und Försterfamilie. Nach dem Besuch der Dresdner Kreuzschule begann er 1873 seine Ausbildung an der Kunstakademie Dresden bei dem Historienmaler Julius Hübner, anschließend studierte er ein Jahr in München bei dem Tiermaler Heinrich von Zügel. In dieser Zeit entdeckte er die Tiroler Alpenwelt, sie war Vorbild für zahlreiche Studien und Bilder.
Zurückkommend von München wirkte er als anerkannter Landschaftsmaler und bis 1905 als Lehrer für Landschaftsmalerei an der Kunstakademie Dresden. Zahlreiche Studienreisen animierten ihn zu Ölbildern, Aquarellen sowie Kohlezeichnungen, die weite Anerkennung fanden.
Schwerpunkte seines künstlerischen Schaffens waren Naturbilder aus der Dresdner Heide, Jagdmotive, Bilder aus dem Zillertal und der Lausitz, wo sein ältester Bruder Arthur Oberforstmeister war. Auch heimatgeschichtliche Dokumente, wie z. B. ein Bild des Waldgasthofes der Langebrücker Hofewiese, gehörten zu seinem Werk. Für die Schalterhalle des Bahnhofs in Liegnitz (heute Legnica in Südwestpolen) erstellte er drei große Ölgemälde: Partie aus dem Riesengebirge und Ansichten aus Liegnitz. Alle drei Bilder sind heute verschollen.
Seit 1894 bis zu seinem Tod im Jahre 1937 arbeitete er im eigenen Atelier in Langebrück bei Dresden.
Taeger malte in Öl, mit Kohle und mit Wasserfarben. Bei letzterem verwendete er die Technik der Gouache-Malerei.
Seine Bilder tragen den Charakter des deutschen Impressionismus und leben vor allem von der Licht-Schatten-Wirkung.
Die meisten seiner Bilder befinden sich in Privatbesitz, einige in einer Sammlung in Langebrück und im Stadtmuseum Dresden. Sie wurden aber auch in Auktionshäusern gehandelt. In der Sammlung der Museumsstiftung Post und Telekommunikation befinden sich drei gleichformatige Bilder eines Zyklus: Landbriefträger bei Sonnenschein, Landbriefträger im Gewitter und Landbriefträger im Winter.

## Würdigungen
1993 wurde in einem Neubaugebiet des Dresdner Stadtteils Langebrück (Siedlung Heidehof) eine Straße nach ihm benannt.
Anlässlich des 60. Todestages des Malers richtete die Gemeinde Langebrück im April 1997 gemeinsam mit dem Landesverein Sächsischer Heimatschutz eine öffentliche Ausstellung aus. Eine weitere folgte im April 2011. Im Langebrücker Bürgerhaus wurden mehr als 50 Bilder gezeigt.